# Борнеман-Старынкевич, Ирина Дмитриевна
Ирина Дмитриевна Борнеман-Старынкевич (31 декабря 1890  [12 января 1891], Санкт-Петербург — 18 сентября 1988, Москва) — советский химик и минералог. Заслуженный деятель науки РСФСР.

## Биография
Родилась 31 декабря 1890 (12 января 1891) года в Санкт-Петербурге, в семье инженера Дмитрия Сократовича Старынкевича (1863—1920) и врача Елены Константиновны (урожд. Лебедевской, 1866—1918).
Её дед — генерал от артиллерии Сократ Иванович Старынкевич (1820—1902), губернатор Херсонской губернии, президент (городской голова) Варшавы.
Родители Ирины Дмитриевны принадлежали к потомственной дворянской русской интеллигенции, жившей прогрессивными идеями своего времени. Дмитрий Сократович учился в Толстовской классической гимназии с Ф. Ф. Ольденбургом и С. Ф. Ольденбургом, Н. В. Харламовым, С. Е. Крыжановским, А. А. Корниловым, дружил с Д. И. Шаховским. Елена Константиновна училась и дружила с будущей женой Н. В. Насонова, с детьми которых позже обучались дети Дмитрия Сократовича и Елены Константиновны. Так возник «Ольденбургский кружок», положивший основание «Приютинскому братству». Ольденбургцы увлекались толстовством, непротивлением злу, лозунгом «я никого не ем» и стремлением нести просвещение в народ.
В семье было шестеро детей:
Константин (г.р.1888), Ирина, Ада (г.р.1892), Дебора (г.р.1894), Сократ (1896—1940), Иоанна (Анна, г.р.1904).
Уже имея пятерых детей, Елена Константиновна поступила в Женский Медицинский институт, и, закончив его, стала врачом больницы Марии-Магдалины на 1-й линии Васильевского острова, а в летнее время — лечила крестьян в Казанской губернии, в имении своей матери.

### Образование
Училась в Мариинской женской гимназии, Царское село. Её одноклассницей была Анна Ахматова.
В 1908 году окончила гимназию Э. П. Шаффе.
В 1912 году окончила Бестужевские курсы, физико-математический факультет, химический отдел.
С осени 1912 до весны 1914 года практиковалась в физико-химической лаборатории Т. Таммена (Геттингенский университет) по теме «кристаллизация из парообразного состояния».
В 1916 году экстерном получила диплом Петроградского университета.

### Научная работа
С 1914 года определяла химический состав минералов (и живого вещества, 1919) в лабораториях В. И. Вернадского.
С 1930 года работала в Государственном радиевом институте.
С 1932 года руководила химической лабораторией треста «Апатит», изучала химический состав минералов.
В 1937—1941 годах работала в Институте геологических наук АН СССР.
В 1936 году ей была присуждена учёная степень кандидата химических наук, без защиты диссертации.
В 1941—1943 годах работала в Башкирской нефтяной экспедиции (Уфа).
В 1945 году защитила докторскую диссертацию по теме «Изоморфные замещения в титано-силикатах и фосфатах».
С 1975 года — заведующая Центральной химической лабораторией ИГЕМ АН СССР.
Скончалась 18 сентября 1988 года в Москве. Похоронена на Хованском кладбище.

## Семья
Муж (с 1923 года) — Борнеман, Борис Александрович (1897—1943; сын А. А. Борнемана), геолог, специалист в области геологии и стратиграфии мезозоя Средней Азии. Когда началась Великая Отечественная война, Борис Борнеман был в составе экспедиции в Закарпатье. В июле 1941 года призван на военную службу, а в сентябре 1941-го попал в окружение и оказался в плену. Через полтора месяца бежал и вернулся в Киев, где по указанию оккупационных властей возглавил Геологический институт. Главной задачей в это время Борис Андреевич считал заботу о сотрудниках, а также сохранение оборудования и коллекций института. В ноябре 1943 года советские войска освободили Киев. Б. А. Борнеман был арестован НКВД. Предположительно погиб в декабре 1943 года.
- Дети: сын Юрий (умер в детстве), дочь — Евгения Борисовна Халезова (1924—2021)[9][10], минералог, кандидат геолого-минералогических наук.

## Награды и премии
- 1945 — Медаль «За доблестный труд в Великой Отечественной войне 1941—1945 гг.»
- 1947 — Медаль «В память 800-летия Москвы»
- 1951 — Медаль «За трудовую доблесть» (8 декабря 1951)
- 1953 — Орден Ленина (19 сентября 1953)
- Заслуженный деятель науки РСФСР

## Членство в организациях
- Почетный член Всесоюзного минералогического общества

## Память
В честь И. Д. Борнеман-Старынкевич были названы минералы:
- борнеманит — Ловозёрские тундры[11][12];
- иринит — разновидность лопарита.